# Lodovico Zacconi
Pour les articles homonymes, voir Zacconi.
Lodovico Zacconi (ou Ludovico), né le 11 juin 1555 à Pesaro et mort le 23 mars 1627 à Fiorenzuola di Focara près de Pesaro, était un compositeur et un théoricien de la musique italien de la fin de la Renaissance et du début de l'époque baroque.  Il fut tour à tour chanteur, théologien et auteur de musique en Italie du Nord et en Autriche. Il a été notamment au service de l'archiduc Charles II à Graz et à Vienne.

## Biographie
Après avoir perdu ses parents alors qu'il est tout jeune, il est tout d'abord recueilli par son oncle Orazio puis, à l'âge de 8 ans, par son oncle Francesco qui était au service de l'évêque de Novare, Giovanni Antonio Serbelloni. Le jeune Lodovico est page de la cour épiscopale pendant un an et demi avant de retourner dans les Marches.
À l'âge de 13 ans, il entre en noviciat chez les Augustins et est ordonné prêtre en 1575. Il séjourne dans le monastère de San Severino où il chante des madrigaux à la cour épiscopale. Il part ensuite à Ancône où il s'initie à la pratique de nombreux instruments, tels que le clavecin, le luth ou la viole de gambe.
En 1577, grâce au cardinal Serbelloni, il part étudier le contrepoint à Venise auprès d'Andrea Gabrieli, un célèbre professeur de l'époque. Il reste son élève pendant six ans. Il améliore sa technique de chant au point de devenir un professeur renommé ; il échoue cependant en 1584 à un concours ouvert pour pourvoir à un poste de ténor à la basilique Saint-Marc. C'est à cette époque qu'il rencontre Gioseffo Zarlino, le fameux théoricien de la musique vénitien ; il relatera cette rencontre dans le deuxième tome de Prattica di musica, paru en 1622.
Le 20 juillet 1585, il est engagé comme chanteur et musicien auprès de l'archiduc Charles II à la chapelle archiducale de Graz ; il conserva ce poste jusqu'à la mort de l'archiduc en 1590. Pendant cette période, il commence l'écriture de la première partie de son traité de musique Prattica di musica qui sera publiée en 1596. De 1591 à 1595, il occupa les mêmes fonctions à Munich auprès du duc Guillaume V de Bavière où il travailla sous la direction de Roland de Lassus.
En 1596, il retourne en Italie, tout d'abord à Gênes puis effectue des missions en Crète. Au cours de ces années, il semble se consacrer plus particulièrement à ses tâches religieuses. À partir de 1612, il retourne à Pesaro où il est le dernier prieur de l'abbaye. Il finit ses jours à Fiorenzuola di Focara, un bourg médiéval situé aujourd'hui sur la commune de Pesaro.

## Œuvres
Le principal ouvrage de Zacconi est sa Prattica di Musica publiée en deux volumes : le premier en 1592 et le second en 1622.
Ces ouvrages abordent de façon exhaustive la théorie musicale de l'époque et sont abondamment illustrés.  

### Ouvrages de Lodovico Zacconi
- (it) Lodovico Zacconi, Prattica di musica utile et necessaria si al compositore per comporre i canti su oi regolamente, si anco al cantore per ascicurarsi in tutte le cose cantabili[4], Venise, appresso B. Carampello, 1596, 218 p., In-fol.
- (it) Lodovico Zacconi, Prattica di musica seconda parte divisa e distinta in quattro libri ne quali primieramente si tratta degl'elementi musicali..., Venise, appresso A. Vincenti, 1622, 283 p., In-fol.

### Ouvrages de référence
- (it) Antonio Cervi, Tre Artisti : Emanuel, Zacconi, Novelli, Bologne, L. Beltrami, 1900, 143 p., In-8°
- (it) Francesco Vatielli, Un musicista pesarese nel secolo XVI, Ludovico Zacconi, Pesaro, tipogr. di Azzoguidi, 1904, 32 p., In-16
- (it) Francesco Vatielli, I ″Canoni musicali″ di Ludovico Zacconi, Pesaro, tipogr. di A. Nobili, 1905, 39 p., In-16
- (it) Francesco Vatielli, Di Ludovico Zacconi, notizie su la vita e le opere, Pesaro, tipogr. di G. Federici, 1912, 40 p., In-16